# Bermuda op de Olympische Zomerspelen 2000
Bermuda nam naar deel aan de Olympische Zomerspelen 2000 in Sydney, Australië. 

## Resultaten en deelnemers

### Atletiek
| Olympiër      | Discipline             | Resultaat | Prestatie                            |
| ------------- | ---------------------- | --------- | ------------------------------------ |
| Brian Wellman | hink-stap-springen (m) | 20e       | kwalificatie groep A: 11e met 16,47m |

### Paardensport
| Olympiër            | Discipline  | Resultaat | Prestatie                                                       |
| Eventing            | Eventing    | Eventing  | Eventing                                                        |
| ------------------- | ----------- | --------- | --------------------------------------------------------------- |
| Mary Jane Tumbridge | individueel | DNF       | dressuur: 21e met 52,6 strafpunten crosscountry: niet gefinisht |

### Zeilen
| Olympiër               | Discipline | Resultaat | Prestatie                                      |
| ---------------------- | ---------- | --------- | ---------------------------------------------- |
| Sara Wright            | Europe (v) | 25e       | 204 punten: (26-25-22-21-21-24-23-23-25-27-20) |
|                        |            |           |                                                |
| Peter Bromby Lee White | star       | 4e        | 45,3 punten: (4-10-3-8-4-1-12-7-6,3-8-4)       |

### Zwemmen
| Olympiër     | Discipline           | Resultaat | Prestatie              |
| ------------ | -------------------- | --------- | ---------------------- |
| Stephen Fahy | 100m vlinderslag (m) | 54e       | serie 2: 7e in 56,46   |
| Stephen Fahy | 200m wisselslag (m)  | 41e       | serie 3: 5e in 2.07,92 |

Albanië · Algerije · Amerikaanse Maagdeneilanden · Amerikaans-Samoa · Andorra · Angola · Antigua en Barbuda · Argentinië · Armenië · Aruba · Australië · Azerbeidzjan · Bahama's · Bahrein · Bangladesh · Barbados · België · Belize · Benin · Bermuda · Bhutan · Bolivia · Bosnië en Herzegovina · Botswana · Brazilië · Britse Maagdeneilanden · Brunei · Bulgarije · Burkina Faso · Burundi · Cambodja · Canada · Centraal-Afrikaanse Republiek · Chili · China · Chinees Taipei · Colombia · Comoren · Congo-Brazzaville · Congo-Kinshasa · Cookeilanden · Costa Rica · Cuba · Cyprus · Denemarken · Djibouti · Dominica · Dominicaanse Republiek · Duitsland · Ecuador · Egypte · El Salvador · Equatoriaal-Guinea · Eritrea · Estland · Ethiopië · Fiji · Filipijnen · Finland · Frankrijk · Gabon · Gambia · Georgië · Ghana · Grenada · Griekenland · Groot-Brittannië · Guam · Guatemala · Guinee · Guinee‑Bissau · Guyana · Haïti · Honduras · Hongarije · Hongkong · Ierland · IJsland · India · Indonesië · Irak · Iran · Israël · Italië · Ivoorkust · Jamaica · Japan · Jemen · Joegoslavië · Jordanië · Kaaimaneilanden · Kaapverdië · Kameroen · Kazachstan · Kenia · Kirgizië · Koeweit · Kroatië · Laos · Lesotho · Letland · Libanon · Liberia · Libië · Liechtenstein · Litouwen · Luxemburg · Macedonië · Madagaskar · Malawi · Malediven · Maleisië · Mali · Malta · Marokko · Mauritanië · Mauritius · Mexico · Micronesië · Moldavië · Monaco · Mongolië · Mozambique · Myanmar · Namibië · Nauru · Nederland · Nederlandse Antillen · Nepal · Nicaragua · Nieuw-Zeeland · Niger · Nigeria · Noord-Korea · Noorwegen · Oeganda · Oekraïne · Oezbekistan · Oman · Oostenrijk · Pakistan · Palau · Palestina · Panama · Papoea-Nieuw-Guinea · Paraguay · Peru · Polen · Portugal · Puerto Rico · Qatar · Roemenië · Rusland · Rwanda · Saint Kitts en Nevis · Saint Lucia · Saint Vincent en Grenadines · Salomonseilanden · Samoa · San Marino ·  Sao Tomé en Principe · Saoedi-Arabië · Senegal · Seychellen · Sierra Leone · Singapore · Slovenië · Slowakije · Soedan · Somalië · Spanje · Sri Lanka · Suriname · Swaziland · Syrië · Tadzjikistan · Tanzania · Thailand · Togo · Tonga · Trinidad en Tobago · Tsjaad · Tsjechië · Tunesië · Turkije · Turkmenistan · Uruguay · Vanuatu · Venezuela · Verenigde Arabische Emiraten · Verenigde Staten · Vietnam · Wit-Rusland · Zambia · Zimbabwe · Zuid-Afrika · Zuid-Korea · Zweden · Zwitserland · Individuele olympische atleten